# Екс (футбольний клуб)
«Екс» (фр. Pays d'Aix FC) — французький футбольний клуб з міста Екс-ан-Прованс, створений 1941 року. Станом на сезон 2020/21 виступає в одній з нижчих аматорських ліг Франції — другій окружній лізі Провансу (дев'ятий рівень). Домашні матчі проводить на арені «Жорж-Каркассонн», що вміщує 3 700 глядачів.

## Історія
Клуб був заснований у 1941 році, професіональний статус мав у період з 1953 по 1972 роки. У сезоні 1967/68 клуб єдиний раз у своїй історії виступав у вищому дивізіоні чемпіонату Франції, але зайняв останнє місце в турнірі і понизився у класі.

## Відомі гравці
- Пауло Сезар Кажу
- Жорж Карню
- Люсьєн Коссу
- Жан Лусіано
- Анрі Мішель
- Жан Пруфф
- Жозеф Ужлакі
- Гуннар Андерссон

## Відомі тренери
- Жуль Девакез
- Жуль Звунка
- Даніель Ксюереб
- Анрі Россле
- Гуннар Юханссон